# Wehrlose Trespe
Die Wehrlose Trespe (Bromus inermis), auch Unbegrannte Trespe oder Unbewehrte Trespe genannt, ist eine Pflanzenart aus der Gattung der Trespen (Bromus) innerhalb Familie der Süßgräser (Poaceae).

## Beschreibung

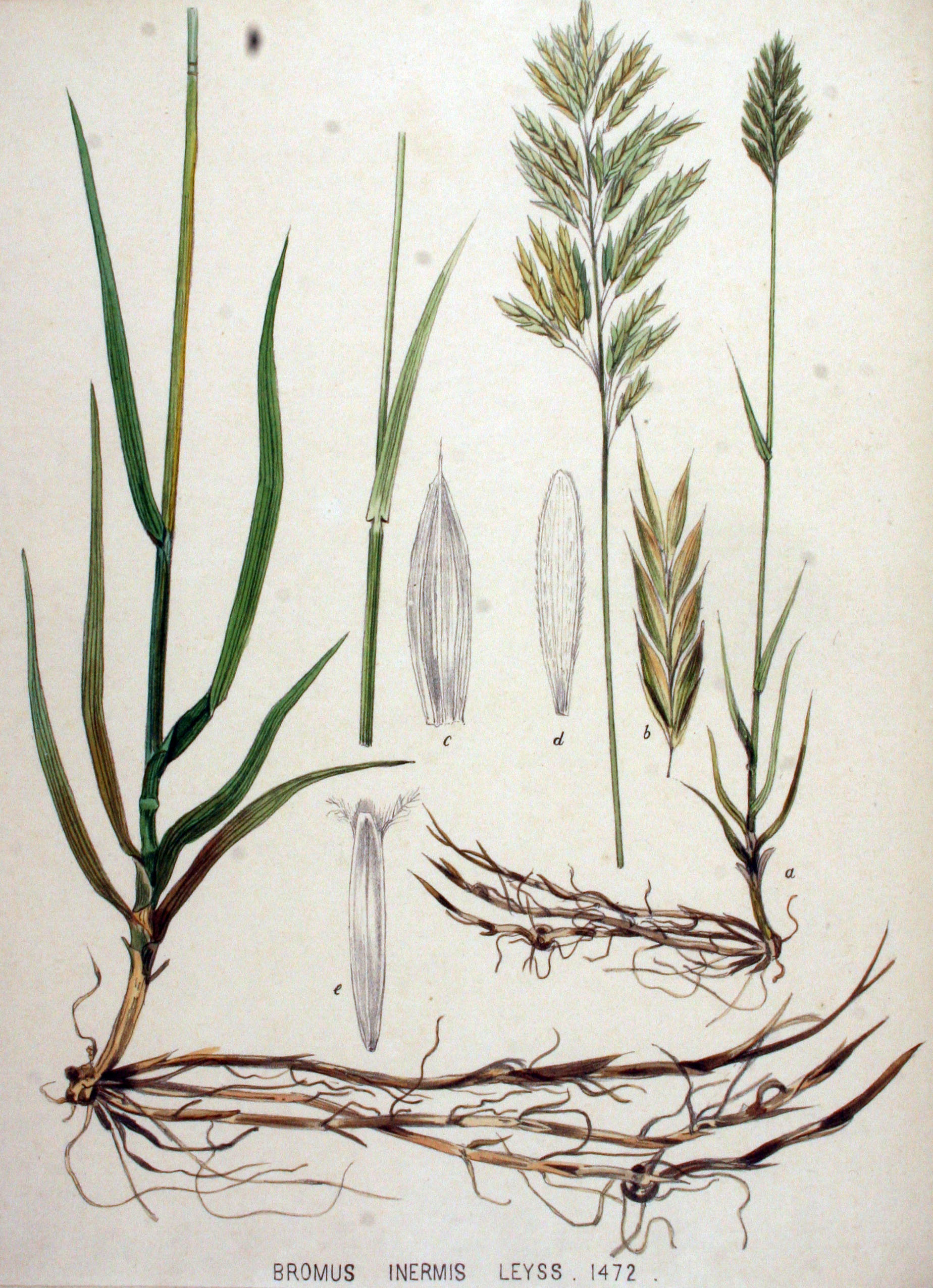
Illustration aus Flora Batava, Band 19

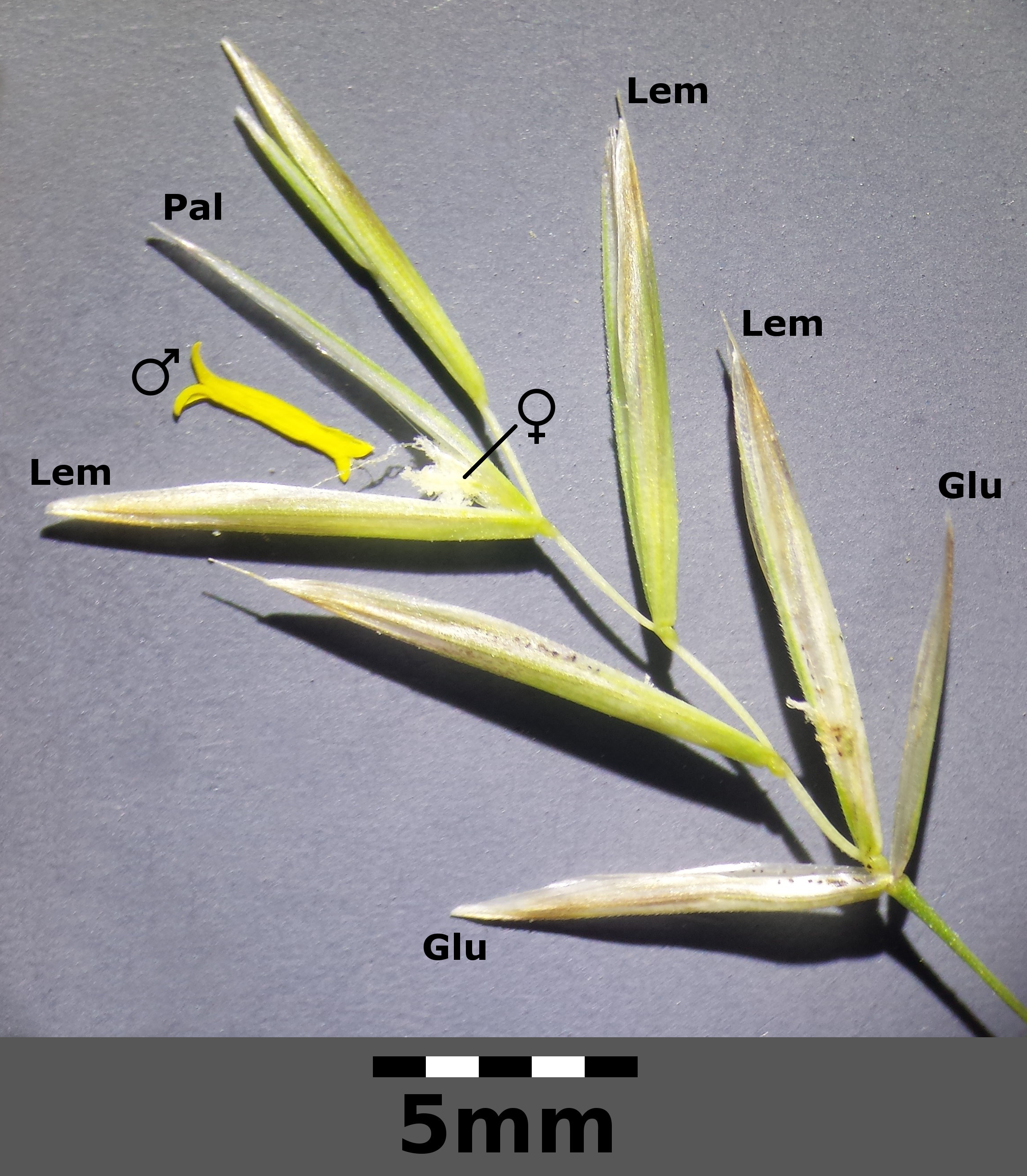
Einzelnes Ährchen: am Grund des Ährchens befinden sich zwei Hüllspelzen (Glu, Gluma), darüber sitzen auf der Ährchenachse mehrere Blüten, die jeweils in eine Deckspelze (Lem, Lemma) und eine Vorspelze (Pal, Palea) gehüllt sind.

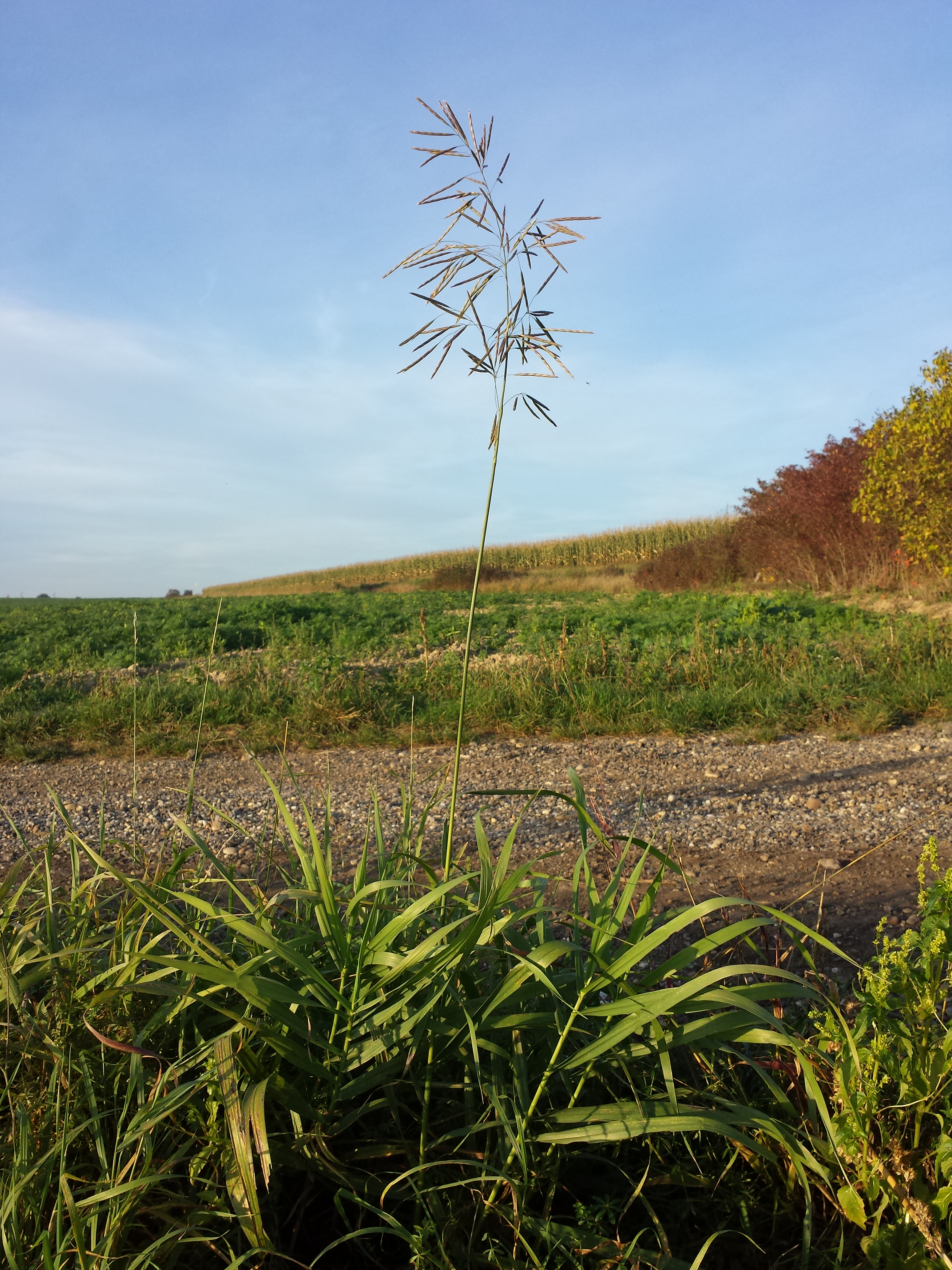
Habitus

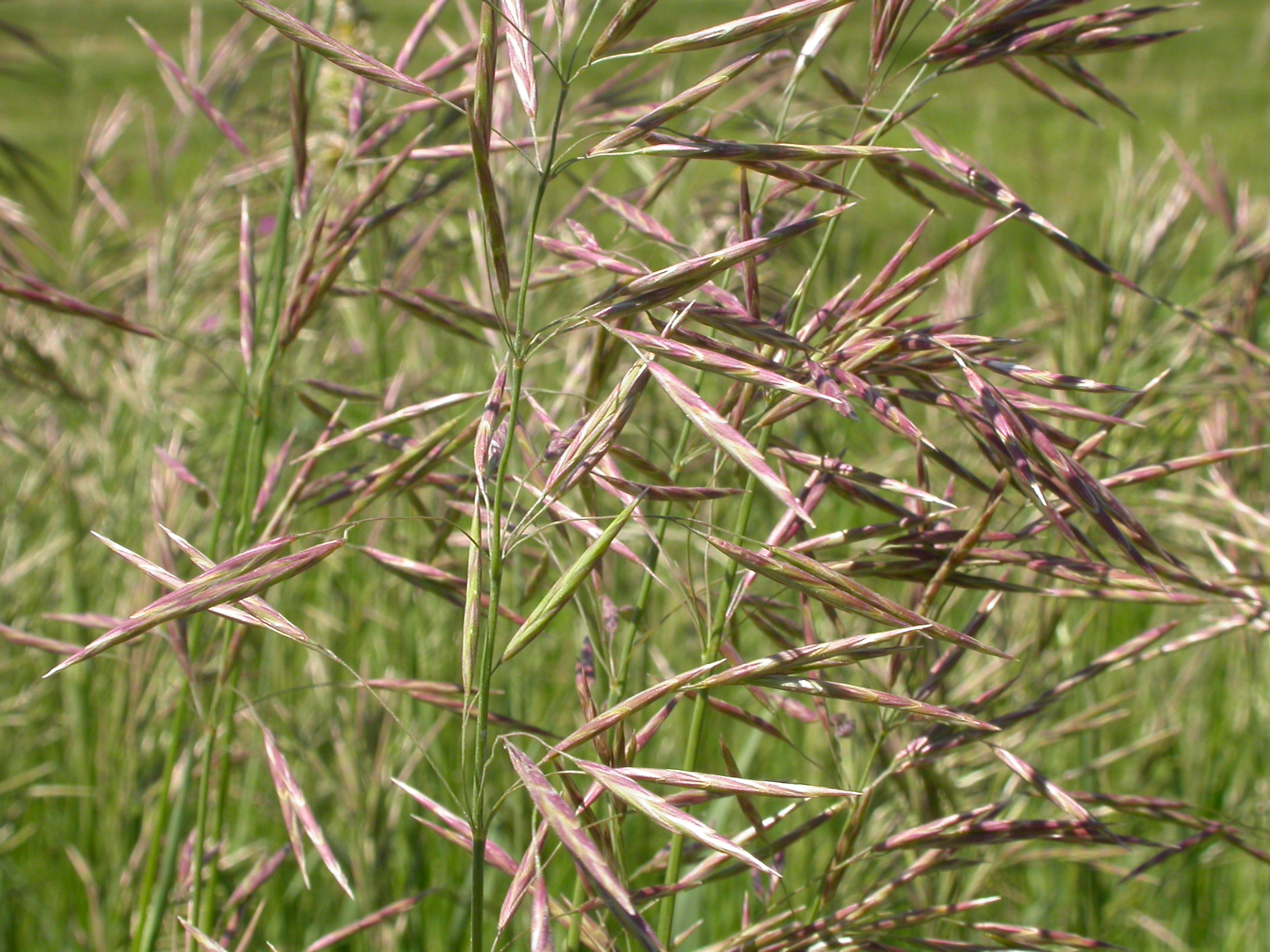
Blütenstand

### Vegetative Merkmale
Die Wehrlose Trespe wächst als sommergrüne, ausdauernde krautige Pflanze und erreicht Wuchshöhen von bis zu 1,5 Metern. Sie ist durch lange Ausläufer rasenbildend. Der Halm wird mit vier bis sechs kahlen Knoten gegliedert.
Die Laubblätter sind flach, 5 bis 35 Zentimeter lang und 4 bis 8, selten bis zu 12 Millimeter breit. Die meist röhrig geschlossenen Blattscheiden sowie die Blattspreiten sind kahl. Die grünlichen Blatthäutchen (Ligulae) sind unscheinbar, kurz und etwa 0,6 bis 2 Millimeter lang.

### Generative Merkmale
Die Blütezeit reicht von Juni bis Juli. In einem aufrechten rispigen Blütenstand stehen vielährige Rispenäste abwechselnd auf den Seiten einer vierkantigen Achse. Der Blütenstand ist 10 bis 25 Zentimeter lang und nur zur Anthese ausgebreitet, sonst zusammengezogen, mehr oder weniger dicht und meist einseitig. Die untersten fünf bis sieben Rispenäste sind bis zu 9 Zentimeter lang und gehen von der Hauptachse ab. Jedes Ährchen enthält vier bis zehn, selten bis zu zwölf Blütchen und ist 18 bis 30, selten bis zu 45 Millimeter lang. Die Deckspelzen sind lang eiförmig, auf dem Rücken abgerundet und 7 bis 14 Millimeter lang. Sie sind unbegrannt (daher der Name), zuweilen bespitzt, seltener auch mit 2 bis 4 Millimeter langen Grannen, die kurz unterhalb der Spitze entspringen. Die untere Hüllspelze ist einnervig und 4 bis 7 Millimeter lang, die obere dagegen dreinervig und 6 bis 9 Millimeter lang. Die Vorspelzen sind fast so lang wie die Deckspelzen und auf den Kielen dicht und kurz behaart. Die großen Staubbeutel sind auffällig gelb und 4 bis 6 Millimeter lang.
Die Chromosomenzahl beträgt 2n = 28, 42, 56 oder 76.

## Ökologie
Dieses relativ hohe Wiesengras ist ein tiefwurzelnder Kriechwurzel-Pionier.

## Vorkommen
Die Wehrlose Trespe ist in den gemäßigten Klimagebieten Eurasiens verbreitet. In Nordamerika, in Neuseeland und anderen Ländern ist sie ein Neophyt. Sie kommt in Europa in fast allen Ländern vor und fehlt nur in Portugal, Irland, Lettland, Estland, Nordmazedonien, Bosnien-Herzegowina und Montenegro. Sie hat aber keine ursprünglichen Vorkommen in Frankreich, der Schweiz, Großbritannien, Norwegen, Schweden, Finnland, Dänemark und Island.
Die Wehrlose Trespe ist in Mitteleuropa verbreitet; sie gehörte aber vor dem 2. Weltkrieg zu den seltenen Pflanzen oder fehlte oft ganz. Durch Ansaaten zur Festigung von Straßenböschungen wurde die Art verbreitet und zeigt eine zunehmende Ausbreitungstendenz. Die Wehrlose Trespe kommt in Deutschland zerstreut vor und ist in Deutschland in Ausbreitung begriffen.
Sie gedeiht in Mitteleuropa auf sommerwarmen, trockenen bis wechseltrockenen, basenreichen, gern humosen, lockeren, sandigen Lehm- und Lössböden, auch auf Kies oder Ton. Sie ist vor allem an Waldrändern, an Wegen, auf Äckern, in ruderalen Halbtrockenrasen oder Ruderalfluren zu finden. Sie ist eine Charakterart der Ordnung Agropyretalia z. B. im Convolvulo-Brometum inermis. In den Allgäuer Alpen steigt sie im Tiroler Teil an der Bergstation der Jöchelspitze-Seilbahn bis zu einer Höhenlage von 1780 Metern auf. In Graubünden erreicht sie bei Avens eine Höhenlage von 1960 Meter.
Die ökologischen Zeigerwerte nach Landolt et al. 2010 sind in der Schweiz: Feuchtezahl F = 2w (mäßig trocken aber mäßig wechselnd), Lichtzahl L = 4 (hell), Reaktionszahl R = 4 (neutral bis basisch), Temperaturzahl T = 4+ (warm-kollin), Nährstoffzahl N = 3 (mäßig nährstoffarm bis mäßig nährstoffreich), Kontinentalitätszahl K = 4 (subkontinental).

## Taxonomie
Die Erstveröffentlichung erfolgte 1761 unter dem Namen (Basionym) Bromus inermis durch Friedrich Wilhelm von Leysser in Flora Halensis, 1. Auflage, S. 16. Diese Art wurde 1973 von Josef Holub in Folia Geobotanica & Phytotaxonomica, Band 8, S. 167 als Bromopsis inermis (Leyss.) Holub in die Gattung Bromopsis gestellt.

## Nutzung
Diese formenreiche Art kann als ein Futtergras mit mittelmäßigem Futterwert verwendet werden. Vor allem in den östlichen Teilen Europas wird dieses Gras wegen seiner Dürre- und Überschwemmungsresistenz genutzt.